# Saeco (equipa ciclista)
Saeco foi uma equipa ciclista italiana que correu nas temporadas de 1996-2004.

## História da equipa

### Origem
Foi fundada em 1989 com o nome de Verynet-FNT-Juvenes San Marino, sendo administrado pelas Juvenes e com licença de San Marino. Entre 1990 e 1991, GIS Gelati converteu-se no principal patrocinador, e os quatro anos seguintes patrocinou-os Mercatone Uno (que uma vez que deixou o patrocínio desta formação, voltou a patrocinar a outra equipa).
Em 1996 chegou um novo patrocinador, a empresa italiana de cafeteiras Saeco, sendo em 1997 onde já tomou a licença italiana.

### Nos anos de Cipollini
Em 1996 a equipa alinhou a um dos mais destacados sprinters do momento: Mario Cipollini. Mário foi o máximo expoente desta equipa até 2001, ano no que deixou a equipa para se ir ao Acqua & Sapone.
Cipollini conseguiu 22 etapas no Giro d'Italia e 9 etapas no Tour de France entre 1996 e 2001, conseguindo também a classificação por pontos (maglia ciclamino) do Giro d'Italia de 1997. Em 2000 também conseguiu duas etapas na prestigiosa Volta à Romandia.
No entanto não todos os sucessos da equipa se reduziram ao seu sprinter. Também conseguiram grandes resultados como por exemplo a vitória no Giro d'Italia de 1997 de mão de Ivan Gotti (venceu também numa etapa). Por sua vez Francesco Casagrande foi sexto na geral final do Tour de France 1997.
Em 1999 Paolo Savoldelli conseguiu uma etapa e a segunda posição na geral final do Giro d'Italia, bem como o Volta à Romandia de 2000. Nesse mesmo ano o veterano Laurent Dufaux ganhou o Campeonato de Zurique

### Simoni e Cunego
Para a temporada de 2002 chegou à equipa Gilberto Simoni, ganhador do último Giro d'Italia, que procedia da Lampre. Também se uniu à equipa Damiano Cunego, procedente do campo amador, para estreiar no pelotão profissional.
Em 2002 o veterano Salvatore Commesso ganhou a medalha de ouro no Campeonato da Itália em Estrada, enquanto o mencionado Gilberto Simoni conseguiu uma etapa no Giro d'Italia e foi líder até ser expulso por um positivo por cocaína que resultou ser falso. Danilo Di Luca deu à equipa uma etapa na Volta a Espanha.
Em 2003 Igor Astarloa ganhou a Flecha Valona em abril. Pouco depois Gilberto Simoni ganhou o Giro d'Italia, e conseguiu uma vitória de etapa no Tour de France. Ao final da temporada Astarloa proclamou-se Campeão do Mundo.
Em 2004 o jovem Damiano Cunego ganhou o Giro d'Italia, depois de impor-se ao teórico líder da equipa Simoni, ganhador no ano anterior e arrendondou a sua grande temporada com a vitória no Giro de Lombardia.
A equipa desapareceu depois dessa temporada e grande parte de seu plantel recalcou na Lampre face à temporada de 2005 (ano em que se estreava o UCI Pro Tour), incluindo as suas estrelas Cunego e Simoni.

## Corredor melhor classificado nas Grandes Voltas
| Ano  | Giro d'Italia             | Tour de France           | Volta a Espanha          |
| ---- | ------------------------- | ------------------------ | ------------------------ |
| 1989 | -                         | -                        | -                        |
| 1990 | 22.º Maurizio Vandelli    | -                        | -                        |
| 1991 | 39.º Germano Pierdomenico | -                        | -                        |
| 1992 | 14.º Flavio Giupponi      | -                        | 55.º Enrico Zaina        |
| 1993 | 11.º Flavio Giupponi      | -                        | 39.º Enrico Zaina        |
| 1994 | 22.º Francesco Casagrande | 42.º Franco Chioccioli   | 13.º Paolo Lanfranchi    |
| 1995 | 10.º Francesco Casagrande | 43.º Massimiliano Lelli  | 9.º Michele Bartoli      |
| 1996 | 31.º Francesco Casagrande | 25.º Massimiliano Lelli  | 43.º Giorgio Furlan      |
| 1997 | 1.º Ivan Gotti            | 6.º Francesco Casagrande | 78.º Giorgio Furlan      |
| 1998 | 9.º Paolo Savoldelli      | 14.º Leonardo Piepoli    | 40.º Vitali Kokorine     |
| 1999 | 2.º Paolo Savoldelli      | 4.º Laurent Dufaux       | 60.º Eddy Mazzoleni      |
| 2000 | 24.º Paolo Savoldelli     | 29.º Daniel Atienza      | 42.º Igor Pugacci        |
| 2001 | 14.º Paolo Savoldelli     | -                        | 70.º Igor Pugacci        |
| 2002 | 40.º Igor Pugacci         | -                        | 10.º Gilberto Simoni     |
| 2003 | 1.º Gilberto Simoni       | 38.º Jörg Ludewig        | 121.º Juan Manuel Fontes |
| 2004 | 1.º Damiano Cunego        | 17.º Gilberto Simoni     | 16.º Damiano Cunego      |

## Classificações UCI
A União Ciclista Internacional elaborava o Ranking UCI de classificação dos ciclistas e equipas profissionais.
A partir de 1999 e até 2004 a UCI estabeleceu uma classificação por equipas divididas em três categorias (primeira, segunda e terceira). A classificação da equipa e de sua ciclista mais destacado foi a seguinte:
| Ano  | Categoria | Classificação por equipas | Melhor corredor na classificação individual | Posição |
| 1995 | -         | 6º                        | Francesco Casagrande                        | 9º      |
| 1996 | -         | 13º                       | Francesco Casagrande                        | 1º      |
| 1997 | -         | 5º                        | Francesco Casagrande                        | 8º      |
| 1998 | -         | 12º                       | Leonardo Piepoli                            | 34º     |
| 1999 | Primeira  | 7º                        | Mario Cipollini                             | 19º     |
| 2000 | Primeira  | 17º                       | Laurent Dufaux                              | 31º     |
| 2001 | Primeira  | 18º                       | Mario Cipollini                             | 47º     |
| 2002 | Primeira  | 16º                       | Danilo Di Luca                              | 13º     |
| 2003 | Primeira  | 4º                        | Gilberto Simoni                             | 4º      |
| 2004 | Primeira  | 4º                        | Damiano Cunego                              | 1º      |

## Palmarés destacado

### Grandes Voltas
- Giro d'Italia
  - 1997: Ivan Gotti
  - 2003: Gilberto Simoni
  - 2004: Damiano Cunego
  - 42 etapas

- Tour de France
  - 15 etapas

- Volta a Espanha
  - 2 etapas

### Outras carreiras
- Campeonato do Mundo em Estrada:2003 (Igor Astarloa)
- Volta ao País Basco: 1996 (Francesco Casagrande)
- Tirreno-Adriático: 1996 (Francesco Casagrande)
- Giro de Lombardia: 2004 (Damiano Cunego)
- Flecha Valona:2003 (Igor Astarloa)

## Principais corredores

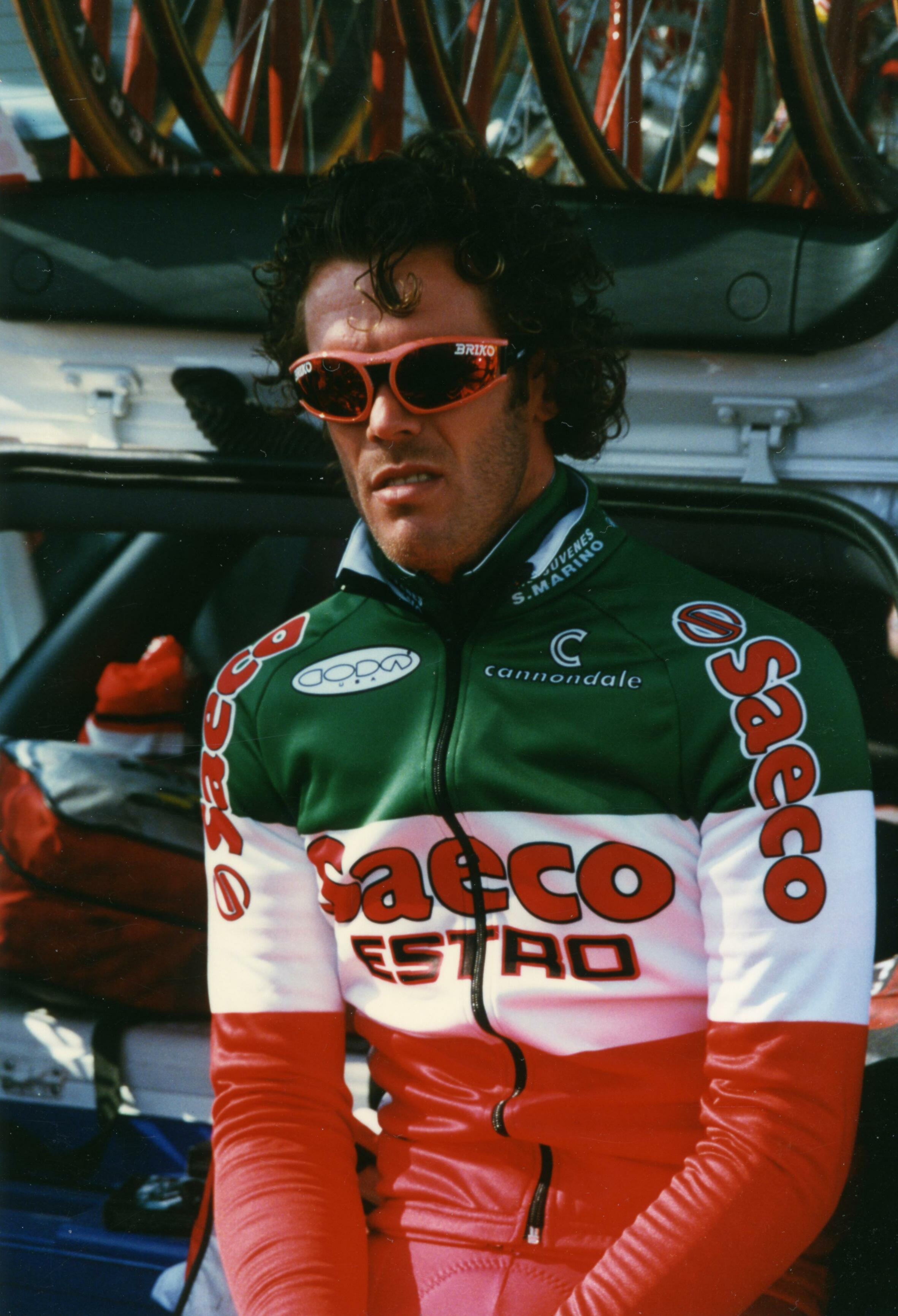
Mario Cipollini, na Paris-Nice de 1997

| Ciclista             | Anos                 |
| Francesco Casagrande | 1992-1997            |
| Michele Bartoli      | 1993-1995            |
| Eros Poli            | 1994-1996            |
| Massimiliano Lelli   | 1994-1997            |
| Mario Cipollini      | 1994-2001            |
| Dario Frigo          | 1996-1999            |
| Eddy Mazzoleni       | 1996-1999, 2004      |
| Ivan Gotti           | 1997-1998            |
| Paolo Savoldelli     | 1998-2001            |
| Salvatore Commesso   | 1998-2004            |
| Laurent Dufaux       | 1999-2001            |
| Dario Pieri          | 2000-2001, 2003-2004 |
| Cadel Evans          | 2001                 |
| Mirko Celestino      | 2001-2004            |
| Igor Astarloa        | 2002-2003            |
| Gilberto Simoni      | 2002-2004            |
| Damiano Cunego       | 2002-2004            |
| Danilo Di Luca       | 2002-2004            |